# Rivalità Buccaneers-Panthers
La rivalità tra Buccaneers e Panthers si svolge tra i Tampa Bay Buccaneers e Carolina Panthers della National Football League.

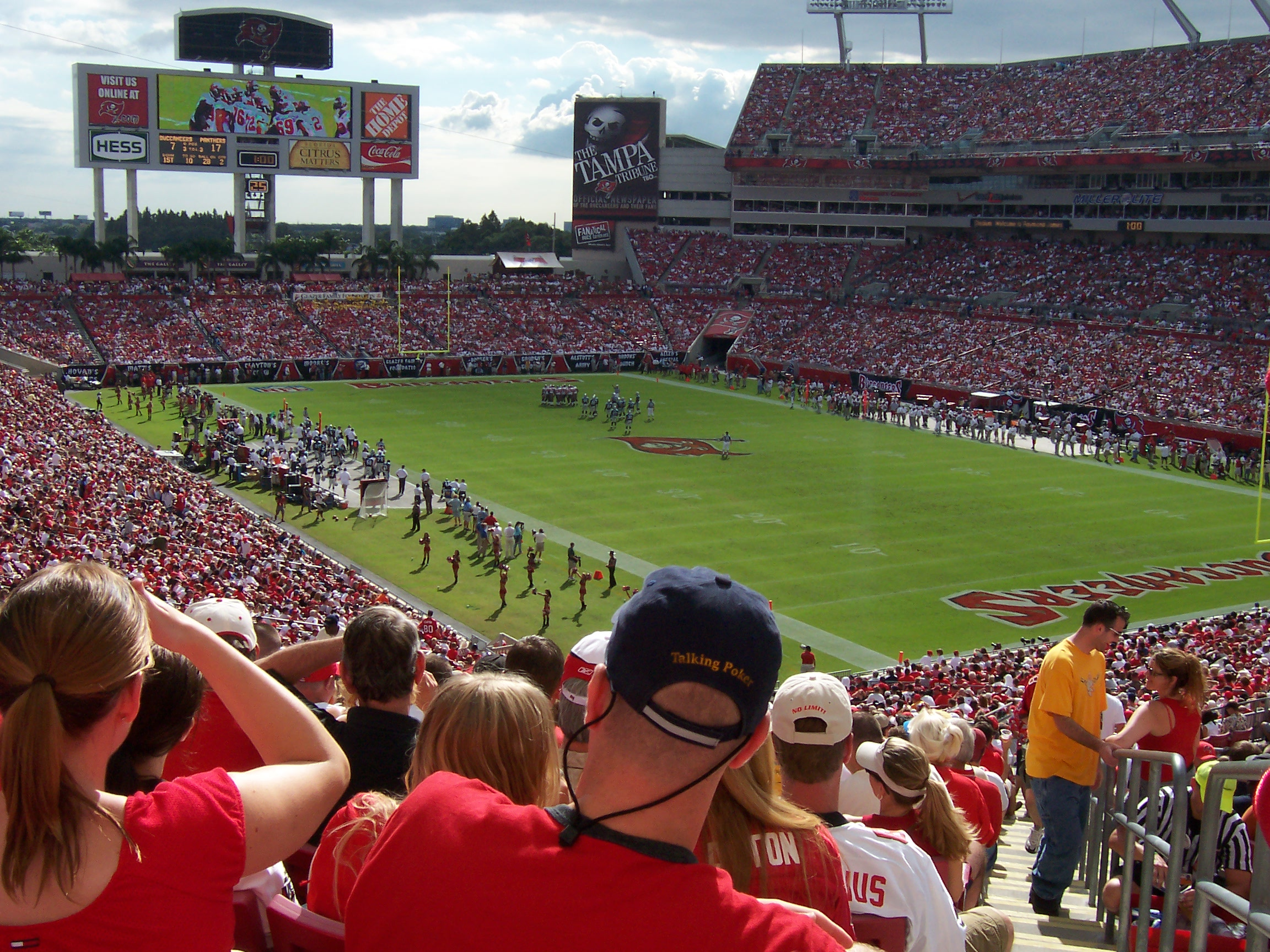
Tampa Bay che ospita Carolina il 6 novembre 2005.

Le due squadre si incontrarono per la prima volta nella stagione 1995 quando i Panthers erano un expansion team. Nel 2002, a causa della riorganizzazione delle division della lega, entrambe le squadre furono spostate nella nuova NFC South e da allora hanno sempre giocato una contro l'altra due volte l'anno, una nello stadio di casa dei Bucs, il Raymond James Stadium aTampa e al Bank of America Stadium dei Panthers a Charlotte. La sfida è divenuta immediatamente popolare, diventando una rivalità infuocata a partire dalla stagione 2003.
Alla stagione 2013, le due squadre non si sono mai incontrate nei playoff né nella pre-stagione (cosa quest'ultima non prevista dalle attuali regole della NFL).
Le annuali partite sono state descritte dai media come "fisiche" e numerosi giocatori vi hanno riportato infortuni che gli hanno fatto chiudere la stagione. Tra i più seri vi fu Chris Simms che subì danni alla milza nel 2006 e Kavika Pittman che riportò un infortunio al ginocchio che gli fece chiudere anzitempo la carriera professionistica. Il kick returner Clifton Smith subì due commozioni cerebrali in entrambe le gare del 2009, la prima a causa di un colpo irregolare di Dante Wesley, che fu conseguentemente espulso e sospeso per una partita. Oltre ai duri contrasti, vi sono state considerevoli faide e schermaglie verbali fuori dal campo, incluso uno scontro tra Brentson Buckner e Warren Sapp, oltre che l'arresto di due cheerleader dei Panthers in un bar nell'area di Tampa.

## Risultati

### Stagione regolare
Carolina guida la serie 16-11
| Stagione | Giorno   | Data  | Trasferta           | Casa          | Stadio                  |
| -------- | -------- | ----- | ------------------- | ------------- | ----------------------- |
| 1995     | Domenica | 1/10  | Buccaneers 20       | Panthers 13   | Memorial Stadium        |
| 1996     | Domenica | 1/12  | Buccaneers 0        | Panthers 24   | Ericsson Stadium        |
| 1998     | Domenica | 18/10 | Panthers 13         | Buccaneers 16 | Raymond James Stadium   |
| 2002     | Domenica | 27/10 | Buccaneers 12       | Panthers 9    | Ericsson Stadium        |
| 2002     | Domenica | 17/11 | Panthers 10         | Buccaneers 23 | Raymond James Stadium   |
| 2003     | Domenica | 14/9  | Panthers 12 (DTS)   | Buccaneers 9  | Raymond James Stadium   |
| 2003     | Domenica | 9/11  | Buccaneers 24       | Panthers 27   | Ericsson Stadium        |
| 2004     | Domenica | 28/11 | Buccaneers 14       | Panthers 21   | Bank of America Stadium |
| 2004     | Domenica | 26/12 | Panthers 37         | Buccaneers 20 | Raymond James Stadium   |
| 2005     | Domenica | 6/11  | Panthers 34         | Buccaneers 14 | Raymond James Stadium   |
| 2005     | Domenica | 11/12 | Buccaneers 20       | Panthers 10   | Bank of America Stadium |
| 2006     | Domenica | 24/9  | Panthers 26         | Buccaneers 24 | Raymond James Stadium   |
| 2006     | Lunedì   | 13/11 | Buccaneers 10       | Panthers 24   | Bank of America Stadium |
| 2007     | Domenica | 30/9  | Buccaneers 20       | Panthers 7    | Bank of America Stadium |
| 2007     | Domenica | 30/12 | Panthers 31         | Buccaneers 23 | Raymond James Stadium   |
| 2008     | Domenica | 12/10 | Panthers 3          | Buccaneers 27 | Raymond James Stadium   |
| 2008     | Lunedì   | 8/12  | Buccaneers 23       | Panthers 38   | Bank of America Stadium |
| 2009     | Domenica | 18/10 | Panthers 28         | Buccaneers 21 | Raymond James Stadium   |
| 2009     | Domenica | 6/12  | Buccaneers 6        | Panthers 16   | Bank of America Stadium |
| 2010     | Domenica | 19/9  | Buccaneers 20       | Panthers 7    | Bank of America Stadium |
| 2010     | Domenica | 14/11 | Panthers 16         | Buccaneers 31 | Raymond James Stadium   |
| 2011     | Domenica | 4/12  | Panthers 38         | Buccaneers 19 | Raymond James Stadium   |
| 2011     | Domenica | 24/12 | Buccaneers 16       | Panthers 48   | Bank of America Stadium |
| 2012     | Domenica | 9/9   | Panthers 10         | Buccaneers 16 | Raymond James Stadium   |
| 2012     | Sunday   | 18/11 | Buccaneers 27 (DTS) | Panthers 21   | Bank of America Stadium |
| 2012     | Giovedì  | 24/10 | Panthers 31         | Buccaneers 13 | Raymond James Stadium   |
| 2012     | Domenica | 1/12  | Buccaneers 6        | Panthers 27   | Bank of America Stadium |